# CR 벨루이즈다드
알샤바브 알리아디 벨루이즈다드 클럽(아랍어: نادي الشباب الرياضي بلوزداد) 또는 CR 벨루이즈다드(CR Belouizdad)는 알제리 알제의 벨루이즈다드 구역에 기반을 둔 축구 클럽이다.

## 선수 명단

### 현역
- 메루안 제루키(2023 ~ )
- 이샤크 부수프(2022 ~ )

## 역대 감독
| 감독          | 임기   |
| ------------- | ------ |
| 코랑탱 마르탱 | 2024 ~ |

틀:CR 벨루이즈다드 선수 명단